# كم هي تشول
كيم هي تشول (بالهانغل:김희철، وبالهانجا: 金希澈. ولد في 10 يوليو 1983) هو ممثل ومغني وراقص من كوريا الجنوبية، وأحد أعضاء فرقة سوبر جونيور .

## روابط خارجية
- كم هي تشول على موقع IMDb (الإنجليزية)
- كم هي تشول على موقع ميوزك برينز (الإنجليزية)
- كم هي تشول على موقع ميوزك برينز (الإنجليزية)
- كم هي تشول على موقع ديسكوغز (الإنجليزية)
- كم هي تشول على موقع قاعدة بيانات الفيلم (الإنجليزية)
- كم هي تشول على موقع كينوبويسك (الروسية)